# Copris uenoi
Copris uenoi là một loài bọ cánh cứng trong họ Bọ hung (Scarabaeidae).